# Riparo Bombrini
Riparo Bombrini (Bombrini-Felsüberhang oder Bombrini-Abri) ist eine archäologische Fundstätte bei Ventimiglia im Nordwesten Italiens nahe der französischen Grenze. Es handelt sich um einen eingestürzten Felsüberhang, der einen Teil des paläolithischen Fundkomplexes Balzi Rossi di Grimaldi in Ligurien bildet. Bis zum Einsturz des Überhangs wurde er von späten Neandertalern genutzt.

## Entdeckung und Grabungen
Die Stätte wurde 1887 von E. Rivière entdeckt, nachdem sie bereits schwer vom Bau der Eisenbahnlinie zwischen Genua und Marseille geschädigt worden war. Obwohl der Riparo Bombrini mehr als ein halbes Jahrhundert bekannt war, wurde mit Grabungen erst 1938 durch das Istituto Italiano di Paleontologia Umana begonnen. Die Fundstätte wurde nach dem seinerzeitigen faschistischen Podestà Genuas Carlo Bombrini benannt, der einen Teil der Ausgrabungen finanzierte. Dabei konnte die Klingenindustrie dem Aurignacien zugewiesen werden.
1976 fand eine zweite Grabung statt. Dabei sollte nur das Balzi-Rossi-Museum über Pfade mit den benachbarten Fundstätten verbunden werden, die wiederum den Zugang für die Grabungsvorhaben der Union Internationale des Sciences Préhistoriques et Protohistoriques in Nizza erleichtern sollten. Dabei stellte sich heraus, dass nicht nur Fundstücke aus dem Aurignacien vorhanden waren, sondern auch solche aus dem späten Moustérien. Neben lithischen und tierischen Stücken (Pferd und Hirsch konnten identifiziert werden) fand sich ein Schneidezahn, der in einem eindeutig zu datierenden stratigraphischen Zusammenhang stand. Er stammt demnach aus dem späten Paläolithikum und gehörte zu einem anatomisch modernen Menschen.
2002 bis 2005 fand eine dritte Grabung statt. Unter Leitung von Fabio Negrino, Brigitte M. Holt, Steve E. Churchill und Vincenzo Formicola sollten Fragen der Chronologie, des klimageschichtlichen Zusammenhangs und des Verhaltens beforscht werden. Diese bezogen sich vor allem auf den Übergang zwischen Mittel- und Jungpaläolithikum. Dazu gehörte die Frage, ob es zwischen Moustérien und Proto-Aurignacien einen abrupten Übergang gab. Tatsächlich fand sich zwischen diesen beiden Schichten, die bereits aus der früheren Grabung bzw. Veröffentlichung ihrer Ergebnisse (1984) bekannt waren, eine weitere, beinahe sterile Schicht von Moustérienelementen. Die Grabungen befassten sich mit 3 m² der Fläche, die von Vicino bereits 1976 ergraben worden war, hinzu kamen 8 m² innerhalb des Abri, die bisher unberührt geblieben waren. Ausgesiebt wurde bis zu einer Mindestgröße von 2 mm, 2 bis 5 cm große Fundstücke wurden einzeln gescannt und dreidimensional verarbeitet.
Seit 2015 werden die Ausgrabungen am Riparo Bombrini fortgeführt.

## Artefakte, Rohmaterialien aus einem Umkreis von bis zu 350 km

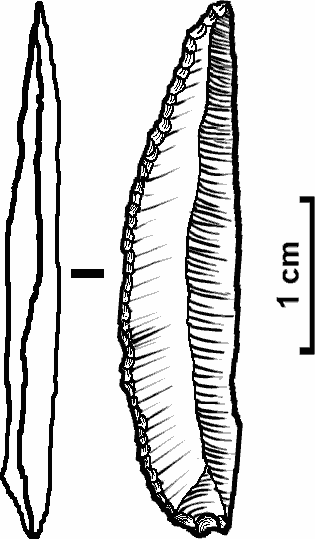
Typdarstellung einer Dufour bladelet, eines klingenförmigen Splitters

Der größte Teil der lithischen Artefakte besteht aus Bearbeitungsabfällen, also Abschlägen, Klingen, einigen prismatischen und wenigen pyramidenförmigen Kernen. Außerdem fand sich eine Reihe von Dufour bladelets, jedoch nur wenige Werkzeuge wie endscraper, also schmale Klingen oder Abschläge mit mindestens einer konvexen Seite zum Schaben, Grabstichel und Schaber. Meist wurde örtliches Steinmaterial genutzt, doch Feuerstein wurde auch aus Vaucluse und der Provence beschafft. Rhyolithe stammten aus dem Esterel-Massiv, Jaspis stammte aus dem östlichen Ligurien und aus der Gegend von Parma, also aus Beständen jenseits der Apenninen. Einige kleine Klingen, die charakteristisch braun bis rötlich gefärbt sind, stammen sogar aus der Scaglia-Formation in den Marken. Diese liegen an der Adria rund 350 km vom Bombrini-Abri entfernt.

## Fundschichten und Datierungen
Die älteste Schicht (M7) des Spät-Moustérien ist etwa 45.000 Jahre alt und sehr lehmhaltig. Zwei Verdichtungen dort wurden als Feuerstellen interpretiert, während in der oberen (also jüngeren) Schicht nur wenige Reste von Holzkohle zu finden waren. Die oberste, jüngste Moustérienschicht (M1 und M2) weist angeblich auf eine drastische Abkühlung. Oberhalb folgt für etwa 1500 Jahre eine beinahe sterile Zwischenschicht mit Anzeichen einer Erwärmung, dann die jüngste Moustérien-Schicht (M4).
Oberhalb bei etwa 42.000 Jahren vor heute folgt die Proto-Aurignacien-Schicht. Hier fanden sich zahlreiche (lithische) Stein-Artefakte und stark fragmentierte tierische Überreste. Neben Knochen zählen dazu Schalen von Krebstieren, Überreste von Vögeln und Hasen. Daneben fanden sich Feuerstellen, durchbohrte Muscheln, beschnitzte Objekte und Farbstoffe. Drei Vogelknochen weisen parallel verlaufende, tiefe Schnitte auf.
Die Aurignacienschichten (A1 und A2) weisen auf starke Temperaturgegensätze.

## Hinweise auf das organisatorische Verhalten der Neandertaler
In der Art der Nutzung zeigten sich erhebliche Unterschiede. Während die Werkzeuge (nur wenige retuschierte Stücke) darauf hinweisen, dass die Schichten M2 bis M5 eher als Basislager für Jagdunternehmen zu deuten sind, zeigen die Schichten M1 sowie M6 bis M7 ein anderes Verhalten. Diese Gruppen waren wohl eher ortsfest und schwärmten von hier in die Umgebung aus. Die Schicht MS weist auf nur kurzzeitige, gelegentliche Aufenthalte hin. Zwar wurden dieser Untersuchung die Zusammensetzung der Werkzeuge, die Beschaffung der Rohmaterialien und Managementstrategien zugrunde gelegt, jedoch wurde die räumliche Organisation innerhalb der Fundstätte oder die Beschaffung der Jagd- und Fangbeute nicht untersucht.
Bei nachfolgenden Untersuchungen zeigte sich, dass die Art der räumlichen Selbstorganisation durch die Neandertaler je nach Nutzungszusammenhang oder Mobilitätsstrategie differierte. Die Verteilung der Artefakte legt nahe, dass sie Räume auseinanderhielten, die zur Schlachtung, Wohnung oder Werkzeugherstellung dienten. Da diese Untersuchung jedoch noch nicht abgeschlossen ist, steht dieses Ergebnis dem aus der Grotta Breuil gegenüber, das keinerlei Anzeichen dieser Art der Korrelation von Nutzung und „Wohnraum“ zulässt.